# Édouard Filhol
Pour les articles homonymes, voir Filhol.
Jean Pierre Édouard Bernard Filhol, né le 7 octobre 1814 à Toulouse, où il est mort le 25 juin 1883, est un scientifique et homme politique toulousain.
Il est noté pour ses études du copal indien, déterminant que cette résine est un mélange de cinq résines différentes (alpha, beta, gamma, delta et epsilon), mettant au point une méthode pour les séparer et en déterminant les formules et propriétés respectives.
Il démontre que les capsules de pavot contiennent très peu de morphine (0,02 g) et que leur effet sédatif est minime en comparaison du même poids d'opium.
Il analyse les pigments des fleurs et leurs changements de couleurs sous l'influence d'acides et de bases, sépare les différents pigments et en découvre un nouveau.
Il étudie la chlorophylle, qu'il suggère être composée de quatre matières colorées. 

Il exerce en tant qu'expert médico-légal, met au point des méthodes pour détecter l'empoisonnement par arsenic et par phosphore, et propose l'utilisation d'acides nitriques et sulfuriques pour détruire la matière organique d'échantillons étudiés.

## Famille
Son père est chapelier et meurt lorsque Édouard a deux ans.
Édouard épouse Louise Marie Ameline Bernadet le 18 juin 1842. Leur fils Antoine Pierre Henri naît le 11 juin 1843 à Toulouse.

## Biographie

### Études
Édouard étudie au collège royal de Toulouse,, ou à Gourdan-Polignan au Petit séminaire de Polignan.
Il est reçu 16e sur 24 à l'internat de pharmacie à Paris en 1835,.
Il est nommé pharmacien en chef à l'hôpital Beaujon le 8 août 1838. Le 15 juin de l'année suivante (1839), il soutient une thèse en pharmacie.

### Enseignement
Malgré sa position avantageuse à l'hôpital Baujon, il préfère revenir à Toulouse. Le 31 mars 1841 il demande une dispense d'âge pour obtenir un poste de professeur à l'université : à l’époque, l'âge minimum requis est 30 ans. Le roi Louis-Philippe la lui accorde, et il revient à Toulouse en 1841 où il occupe la chaire de « chimie et pharmacie » à l'école préparatoire de médecine et de pharmacie de Toulouse.
Il revient à Paris en 1844 pour présenter un doctorat en chimie puis en 1848 pour obtenir le doctorat en médecine.
À la Faculté des sciences de Toulouse, il est d'abord remplaçant de Jean-Pierre Thomas Boisgiraud, puis professeur suppléant le 8 novembre 1852, chargé de cours le 8 septembre 1853, et enfin professeur titulaire de chimie en 1854,, poste qu'il occupe jusqu'en 1883.[réf. nécessaire]
En 1855, le règlement de l'école de médecine de Toulouse est modifié et sa chaire y prend le nom de « pharmacie et toxicologie » le 17 juillet. Le 14 août 1858, il devient directeur de cette école en remplacement d'Augustin Dassier, décédé le 1er août. Le 13 août 1870, sa chaire prend le nom de « chimie appliquée à la médecine et à la pharmacie » et le 10 mai 1879 de « chimie et toxicologie ».
Vers 1855 l'inspecteur général Louis-Firmin Laferrière le sollicite pour créer un cours de chimie appliquée à l'agriculture. Filhol en accepte la charge. Ce cours reçoit la publicité d'une parution dans le Journal de Toulouse et l'amphithéâtre de la Faculté des sciences est bondé. Il faut dire que Filhol a très bonne réputation : non seulement il est réputé comme chercheur et comme enseignant, mais aussi pour sa modestie et son caractère amène. Il donne aussi des cours du soir, également très courus.
L'astronome Benjamin Baillaud dit de Filhol que, comme professeur, il « atteignit la perfection » et qu'il était un « savant de premier ordre, également versé dans toutes les branches des sciences physiques et naturelles, professeur attentif à tous les progrès de la science, soucieux d'en faire immédiatement profiter ses élèves ».
Paul Sabatier et Jean-Baptiste Senderens ont suivi des cours de chimie d'Édouard Filhol. Senderens a travaillé avec lui et Sabatier lui a succédé à la chaire de chimie en 1884Paquot-Marchal 2016, p. 40.

### Musée de Toulouse
Le 8 mai 1861 il propose à l'Académie des sciences, inscriptions et belleslettres de Toulouse la création d'un musée dans l'ancien couvent des Carmes Déchaussés où se trouve l'École de médecine. La municipalité, propriétaire des lieux, vote des crédits importants et le Muséum de Toulouse ouvre le 16 juillet 1865. C'est le premier musée au monde à ouvrir une galerie de préhistoire : la « galerie des cavernes », à laquelle collaborent Émile Cartailhac, Jean-Baptiste Noulet et Eugène Trutat.[réf. nécessaire] Il est le directeur du musée jusqu'en 1872.[réf. nécessaire]

### Sociétés savantes
Il est membre de nombreuses sociétés savantes.
L'académie des sciences, inscriptions et belles-lettres de Toulouse l'accueille en 1843 - il en est président annuel plusieurs fois. Il est élu membre résidant de la Société de médecine, chirurgie et pharmacie de Toulouse le 15 décembre 1843.
Dès 1847 il sollicite l'Académie de médecine en devenir membre ; il y est enfin élu élu correspondant en 1860 (24 suffrages sur 40 au 2e tour, devant Pierre-Antoine Favre qui obtient 14 suffrages), section Chimie, et associé national de cette académie en 1865.
Il est à l'origine de la fondation de la société d'histoire naturelle de Toulouse en 1866, cette société crée un bulletin qui existe toujours.

### Municipalité de Toulouse
Il est membre du conseil municipal à partir de 1860. En 1862, une commission est nommée pour étudier un projet d'extension de l'éclairage au gaz dans certains quartiers : il en fait partie, ainsi que Adolphe Caze et A. Fourcade. Avec la fin du mandat du conseil municipal le 17 juillet 1865, viennent de nouvelles élections. Il fait partie de la liste officielle et est élu avec 7 140 suffrages au premier tour. Mais l'opposition gagne malgré tout cette élection car les travaux prévus par l'ancienne municipalité coûtent cher à la ville et sont donc impopulaires malgré l'octroi d'une subvention de deux millions par l'État. Filhol devient adjoint au maire. Le 9 août 1866, le conseil municipal est suspendu puis supprimé par décret. une commission municipale est nommée le 15 septembre, sous la direction de Filhol - très populaire à cette époque - et les travaux commencent : ouverture de boulevards et de rues nouvelles, élargissement de rues et de places existantes, création de nouveaux égouts et d'une nouvelle distribution d'eau. Toulouse y gagne de l'air, de l'eau et de la lumière. Et Filhol y perd sa popularité, car l'opposition est très forte contre ces grands travaux. considéré comme bonapartiste, il est démis de ses fonctions avec la chute du Second Empire, lorsque la commission municipale proclame la République le 5 septembre 1870Paquot-Marchal 2016, p. 41.
Il est maire de Toulouse du 29 juin 1867[réf. nécessaire] au 5 septembre 1870.

### Décès
Il est pris d'un malaise lors d'un cours à la faculté des sciences le 23 juin 1883 et il meurt le 25 juin.

## Travaux scientifiques
Édouard Filhol est particulièrement connu pour ses multiples études des eaux des Pyrénées de 1847 à 1883,. Le thermalisme est en plein essor et les administrations publiques ou privées des principales stations, voire l'Académie de médecine, le sollicitent fréquemment pour mieux apprécier le bien-fondé thérapeutique de telle ou telle source. Ces travaux sont couronnées à différentes reprises par l'Institut et l'Académie de médecine.
Il étudie aussi les cépages des environs de Toulouse, les matières colorantes des fleurs,, l'ivraie enivrante (avec Casimir Célestin Baillet), le pouvoir décolorant de quelques corps, le lait. Il s'intéresse aussi aux cavernes et aux grottes de la région ainsi qu'à la toxicologie.

## Récompenses et distinctions
- 1837 : lors du concours du 9 décembre, il obtient deux médailles d'or : une en chimie et une en botanique ; et un second prix en pharmacie[7].
- 1865 : Prix Barbier. L'Académie des sciences attribue à Baillet et Filhol la moitié du prix Barbier soit 1 500 francs[29] pour leur étude sur l'ivraie enivrante.
- 1856 : chevalier de la Légion d'honneur le 16 juin 1856[1].
- 1866 : officier de la Légion d'honneur le 12 août 1866[1].

## Publications

### Thèses
- Édouard Filhol, Des phénomènes qui se manifestent lors de l'action de l'acide chlorhydrique sur les iodates alcalins, du chlore sur les iodures et des bases alcalines sur le chlorure d'iode (thèse de doctorat en pharmacie. Reproduite dans le Journal de pharmacie et des sciences accessoires, 1839, p. 431-515), Paris, Fain et Thunot, 1839, 44 p. (lire en ligne).
- Édouard Filhol, Études sur les changements de volume qu'éprouvent les corps pendant la combinaison (thèse de doctorat en chimie), Paris, Fain et Thunot, 1844, 46 p. (lire en ligne).

### Autres travaux
- Édouard Filhol, « Étude sur la valeur relative des divers procédés employés pour découvrir l'arsenic dans les cas d'empoisonnement », Mémoires de l'Académie royale des sciences, inscriptions et belles-lettres de Toulouse, t. 1, 3e série,‎ 1844, p. 59-71 (lire en ligne).
- Édouard Filhol, « Note sur la préparation de l'oxide [sic] de carbone », Mémoires de l'Académie royale des sciences, inscriptions et belles-lettres de Toulouse, t. 1, 3e série,‎ 1844, p. 164-165 (lire en ligne).
- Édouard Filhol, « De l'action que l'iode exerce sur quelques sels », Mémoires de l'Académie royale des sciences, inscriptions et belles-lettres de Toulouse, t. 2, 3e série,‎ 1846, p. 53-58 (2e partie du document numérisé) (lire en ligne).
- Édouard Filhol, « Études sur la composition chimique des vins du département de la Haute-Garonne », Mémoires de l'Académie royale des sciences, inscriptions et belles-lettres de Toulouse, t. 2, 3e série,‎ 1846, p. 156-168 (2e partie du document numérisé) (lire en ligne).
- Édouard Filhol, « Recherches sur le pouvoir décolorant du charbon et de plusieurs autres corps », Annales de chimie et de physique, t. 35, 3e série,‎ 1852, p. 206-221 (lire en ligne).
- Jean Couseran et Édouard Filhol, « Rapport sur un cas d'empoisonnement par le phosphore (empoisonnement de Jean Caussé) », Répertoire de pharmacie, t. 8,‎ avril 1852, p. 304-308 (lire en ligne).
- Édouard Filhol, « Observations sur les matières colorantes des fleurs » (séance du 24 juillet 1854), Comptes rendus de l'Académie des sciences, t. 39,‎ juillet-décembre 1854, p. 194-198 (lire en ligne).
- Casimir Célestin Baillet et Édouard Filhol, Études sur l'ivraie enivrante (1re partie), Toulouse, impr. Jean Pradel et Blanc, 1863, 110 p. (lire en ligne).
- Casimir Célestin Baillet et Édouard Filhol, Études sur l'ivraie enivrante (2e partie), Toulouse, impr. Jean Pradel et Blanc, 1864, 47 p. (lire en ligne).
- Édouard Filhol et Henri Filhol, Description des ossements de Felis spelea découverts dans la caverne de Lherm (Ariège) (accompagné d'un album de 16 planches), Paris, Victor Masson et fils, 1871, 120 p. (lire en ligne).

### Eaux minérales
- Édouard Filhol, Analyse de l'eau de Siradan, Saint-Gaudens, impr. J.-P.-S. Abadie, 1847, 36 p. (lire en ligne).
- Édouard Filhol, Eaux minérales des Pyrénées. Recherches comprenant l'étude de l'action thérapeutique, la constitution chimique de ces eaux et la comparaison des ressources que les principaux établissements des Pyrénées offrent aux médecins, Paris / Toulouse, libr. Victor Masson / Feillès, Chauvin et Cie, 1853, 540 p. (lire en ligne)
- Édouard Filhol, Analyse des eaux minérales d'Ussat, Pamiers, typog. T. Vergé, 1856, 24 p. (lire en ligne).
- Édouard Filhol, Analyse des eaux minérales de Saint-Christau de Lurbe, Pau, impr. É. Vignancour, 1863, 20 p. (lire en ligne).
- Édouard Filhol, Analyse de l'eau ferrugineuse de Labarthe-de-Rivière, Toulouse, impr. A. Chauvin, 1864, 12 p. (lire en ligne).
- Édouard Filhol, Nouvelles recherches sur les eaux sulfureuses thermales des Pyrénées, Paris, impr. E. Martinet, 1870 (réimpr. 2018), 16 p. (lire en ligne).
- Édouard Filhol, Analyse de l'eau minérale ferrugineuse, arsénicale et iodurée de Bagnères-de-Luchon (quartier de Sourrouil), Luchon, impr. Sarthe, 1874, 11 p. (lire en ligne).
- Édouard Filhol, « Recherches sur la composition chimique des eaux minérales de Koussats (Japon) », Mémoires de l'Académie des sciences, inscriptions et belles-lettres de Toulouse, Toulouse, t. 9, 7e série,‎ 1877, p. 116-121 (présentation en ligne, lire en ligne).
- Édouard Filhol, Analyse de diverses eaux minérales du Japon, Toulouse, impr. Douladoure, 1878, 15 p. (lire en ligne).
- Édouard Filhol, Analyse de l'eau minérale d'Aulus (Ariège), source de MM. Calvet et Laporte, Toulouse, impr. Douladoure, 1879, 7 p. (lire en ligne).
- Édouard Filhol et Jean-Baptiste Senderens, Analyse des nouvelles sources minérales de Bagnères-de-Bigorre, Bagnères-de-Bigorre, impr. et libr. Léon Péré, 1883, 19 p. (lire en ligne).
- Édouard Filhol, Recherches sur les eaux minérales des Pyrénées (Œuvre posthume rassemblant ses travaux sur les eaux minérale, publiée par les soins de Léon Joulin), Paris, éd. Masson, 1888, 430 p. (lire en ligne).